# Fischer-Deponie

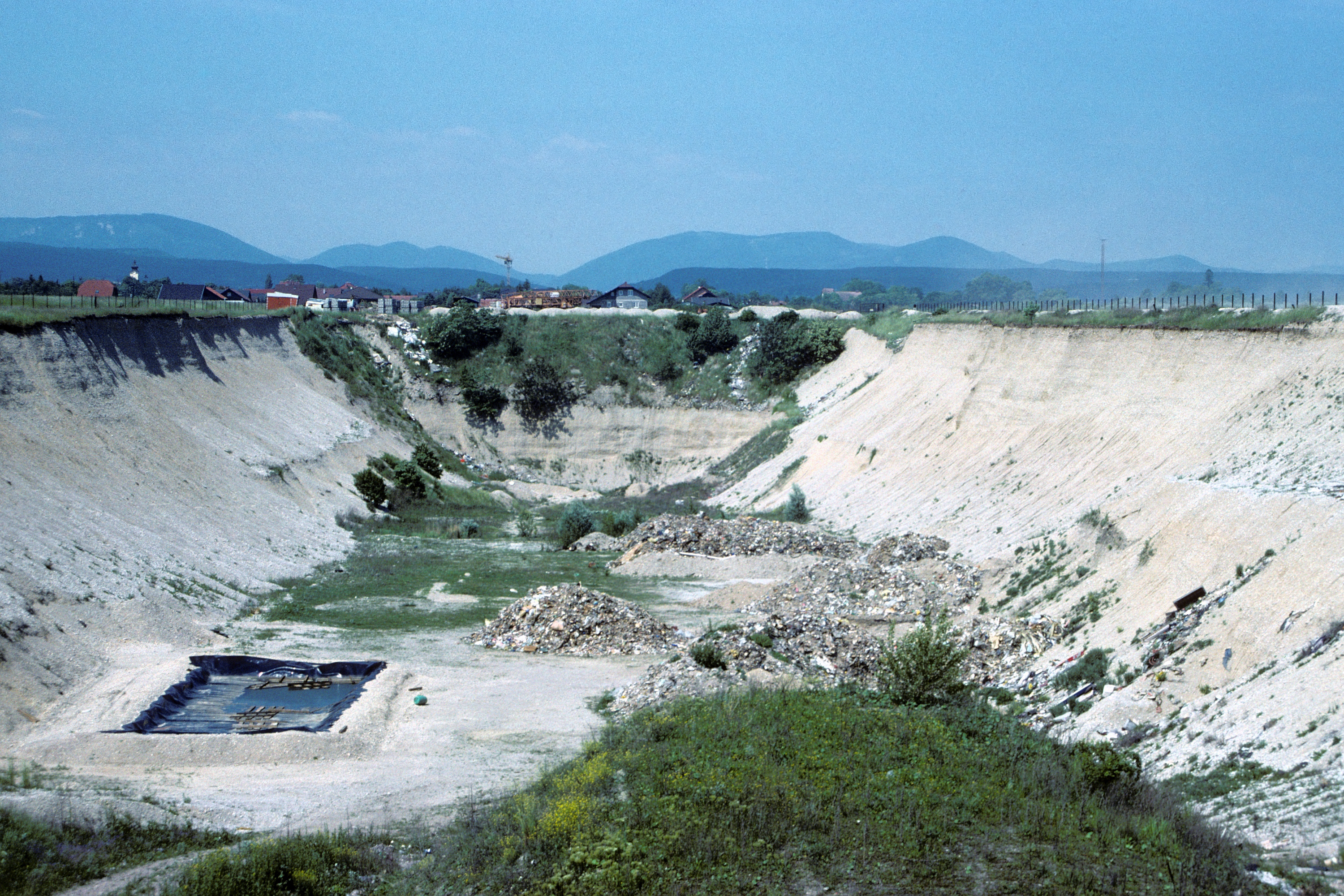
Fischer-Deponie (1989)

Die Fischer-Deponie – Niederösterreichs Altlast  N1 – war eine 800.000 m³ große Deponie in Theresienfeld im Wiener Becken, in der unter anderem gefährlicher Industrie- und Gewerbemüll illegal abgelagert wurde, trotz ihrer Lage inmitten eines riesigen Grundwasserreservoirs. Mit ihrer Sanierung, die schließlich 140 Millionen Euro kostete, beschäftigten sich während der 1980er und 1990er Jahre immer wieder die österreichischen Gerichte und Medien.
Die Deponie wurde als bis zum damaligen Zeitpunkt größtes Altlastensanierungsprojekt Europas 2001 bis 2008 saniert.

## Lage
Die Deponie entstand aus einer Schottergrube im gut durchlässigen Schotterbett der Mitterndorfer Senke, einem der größten Wasserspeicher Mitteleuropas. Obwohl die Sohle der Grube im Bereich der Grundwasserschwankungen lag, wurden keine technischen Vorkehrungen zum Grundwasserschutz getroffen.

## Betrieb der Deponie
1972 begann die Firma WAXINA GesmbH in der aufgelassenen Schottergrube Fässer abzulagern. Der spätere Pächter Johann Fischer, von dem die Deponie schließlich ihren Namen bekam, verwendete sie unter anderem zur Ablagerung von Industrie- und Gewerbemüll. Ob unter seiner Verantwortung und mit seinem Wissen auch Giftfässer dort deponiert wurden, konnte nie abschließend geklärt werden, jedenfalls wurde weit mehr deponiert, als bewilligt war, darunter auch mit Öl kontaminierter Erdaushub und Hausmüll.
1982 wurde festgestellt, dass chlorierte Kohlenwasserstoffe, vor allem Perchlorethylen, aus der Deponie das Grundwasser der Mitterndorfer Senke kontaminieren.
Bei den zuständigen Behörden, die in den darauffolgenden Jahren immer wieder Missstände feststellten, waren  mehrere Verfahren anhängig, so dass 1985 und 1986 schließlich über 500 Fässer aus der Deponie entfernt werden konnten, die unter anderem Lösungsmittel- und Kunstharzrückstände enthielten. Da der Betreiber im Rechtsstreit mit den zuständigen Behörden mehrfach bereits bestehende Räumungsfristen wieder aufheben lassen konnte, konnte er bis 1987 weiter Material in die Deponie einbringen.

## Sanierung/Räumung
Dennoch konnten die Behörden 1987 die endgültige Schließung und anschließend die Sanierung der Deponie durchsetzen, wenn auch erst nach jahrzehntelangem Rechtsstreit.
Die Räumung der Deponie, offiziell als Altlast N1 bezeichnet, wurde Ende 2005 abgeschlossen, dabei musste fast eine Million Tonnen Bauschutt und Gewerbeabfälle aus der Deponie entfernt werden, darunter über 40.000 Tonnen gefährliche Abfälle. Anschließend wurden noch weitere 900.000 Tonnen verunreinigten Schotters entsorgt. Das Material wurde vor Ort nach Deponieklassen klassifiziert und auf entsprechende geordnete Deponien verbracht. Das Vorhaben gilt als das bislang aufwendigste und teuerste Einzelprojekt der Altlastsanierung in Österreich.
Die Sanierung wurde Ende Juni 2005 endgültig abgeschlossen, wobei die durch die Räumung wieder freigelegten Böschungen aus der Zeit der Nutzung als Schottergrube mit frischem Kies überschüttet und die verbleibende Grube/Wanne wieder begrünt wurde. Eine Wiederverfüllung bis auf das ursprüngliche Geländeniveau (vor Beginn des Schotterabbaus) wurde aus Kostengründen nicht durchgeführt.
Insgesamt verursachte die drei Jahre dauernde Sanierung/Räumung, bei der im Mittel täglich 160 LKW-Ladungen Deponiematerial abgetragen wurden, einen Kostenaufwand von 130 Millionen €. Ein Gutteil der Kosten entfielen auf die anfallenden Deponiegebühren derjenigen geordneten Deponien, auf die das Material verbracht wurde. Die Kosten trug die Republik Österreich.
Die Sanierung der Fischer-Deponie war das erste größere Pilotprojekt zum Landfill mining in Österreich.